# 伊麗莎·斯坎倫
伊丽莎·简·斯坎伦（Eliza Jane Scanlen，1999年1月6日—）是一名澳大利亚女演员。她因在澳大利亚肥皂剧《聚散離合》（2016）中饰演塔比莎·福特而声名鹊起，随后又因在 HBO 迷你剧《利器》（2018）中饰演一名问题少年而广受好评。 2022 年，她在 Showtime 剧集《第一夫人》中饰演年轻的埃莉诺·罗斯福。
她于 2019 年首次亮相电影，主演了剧情片《乳牙》和葛莉塔·葛薇的古装剧《小妇人》。

## 早期生活
斯坎伦出生于澳大利亚新南威尔士州悉尼，有一个异卵双胞胎妹妹，名叫安娜贝尔。她大约七岁时学习钢琴，但在十三岁时停止弹奏。 为了准备在 2019 年改编的电影《小婦人》中饰演贝丝·马奇 (Beth March)，她再次开始练习钢琴。

## 职业
高中时，斯坎伦在电视肥皂剧《聚散离合》中饰演塔比莎·福特 (Tabitha Ford) 角色。 斯坎伦在 2018 年短片《格蕾丝》中饰演同名角色。 随后，她因在 HBO 心理惊悚迷你剧《利器》中饰演阿玛·克里林而获得认可，她在剧中与艾美·亞當斯袂主演。
斯坎伦在悉尼剧院公司 2019 年制作的由基普·威廉姆斯 (Kip Williams) 执导的《蝇王》中首次亮相专业戏剧界。 她在该剧的演出中扮演埃里克（Eric）的角色。她在香农·墨菲的《乳牙》中首次出演长片，饰演米拉·芬莱，该片在威尼斯电影节竞赛单元首映。2019 年，她在葛莉塔·葛薇 (Greta Gerwig) 改编的露意莎·梅·奧爾柯特 (Louisa May Alcott) 小说《小妇人》中饰演贝丝·马奇 (Beth March)，与瑟夏·羅南 (Saoirse Ronan)、艾玛·沃森 (Emma Watson)、佛蘿倫絲·普伊 (Florence Pugh)、蘿拉·鄧恩 (Laura Dern)、提摩西·夏勒梅 (Timothée Chalamet) 和梅麗·史翠普 (Meryl Streep) 共同主演。该片获得六项奥斯卡金像奖提名（包括奥斯卡最佳影片奖），票房收入2.18亿美元。
2020 年，斯坎伦在 安東尼奧·坎波斯 改编自 唐纳德·雷·波洛克 小说的惊悚片《神棄之地》中饰演莱诺拉。同年，她首次执导澳大利亚短片《吃播》，引起很大争议，同时她还编写了剧本。2021 年，斯坎伦联合主演了 奈特·沙马兰 (M. Night Shyamalan) 的惊悚片《詭老》，该片于 7 月 23 日上映。
2023 年，斯坎伦在劳雷尔·帕梅特的导演处女作《椋鸟女孩》中饰演杰姆·椋鸟 (Jem Starling) 主角。 斯坎伦的表演受到了评论界的一致好评，独立一线 的本·特拉弗斯写道：“斯坎伦的表演拒绝让这部电影显得陈腐，这很有帮助”。

## 作品列表
| 年份 | 標題                              | 角色                                            | 附註                        |
| ---- | --------------------------------- | ----------------------------------------------- | --------------------------- |
| 2015 | 你介意吗？ (Do You Mind?)         | 伊麗莎 (Eliza)                                  | 單集：「Let Them Eat Cake」 |
| 2016 | 聚散離合 (Home and Away)          | 塔比莎·福特 (Tabitha Ford)                      | 经常性角色 / 15集           |
| 2018 | 利器 (Sharp Objects)              | 阿玛·克雷林 (Amma Crellin)                      | 主要演员 / 8集              |
| 2019 | 乳牙 (Babyteeth)                  | 米拉·芬莱 (Milla Finlay)                        |                             |
| 2019 | 小妇人 (Little Women)             | 伊莉莎白·「貝絲」·馬區 (Elizabeth "Beth" March) |                             |
| 2020 | 神棄之地 (The Devil All the Time) | 莱诺拉·拉弗蒂 (Lenora Laferty)                  |                             |
| 2021 | 詭老 (Old)                        | 卡拉 (Kara)                                     |                             |
| 2021 | 火灾 (Fires)                      | 塔什 (Tash)                                     | 主要演员 / 5集              |
| 2022 | 第一夫人 (The First Lady)         | 埃莉诺·罗斯福 (Eleanor Roosevelt)               | 2集                         |
| 2023 | 椋鸟女孩 (The Starling Girl)      | 杰姆·史达林 (Jem Starling)                      |                             |

## 外部連結
- 伊麗莎·斯坎倫在互联网电影资料库（IMDb）上的資料（英文）